# Расове скерування
Расове скерування відноситься до практики, при якій рієлтори направляють майбутніх покупців житла до або навпаки геть від певних районів на основі їх раси. Цей термін використовується в контексті фактичної сегрегації житлових будинків у Сполучених Штатах і часто поділяється на два широкі класи поведінки:
1. Консультування клієнтів щодо придбання житла в окремих районах на основі раси
2. Відмова на основі раси показати або повідомити покупців про будинки, які відповідають їхнім вимогам. [1]

## Огляд
Історично Сполучені Штати Америки визначались районами, що розділені згідно з расовою приналежністю. Міське планування до 1960-х років було задокументовано як одна з причин цього явища. Було помічено, що містобудівники практикували ранні форми расового скерування. Завдяки використанню обмежувального пакту та встановленню законів про зонування між Першою та Другою світовими війнами та використанню міського оновлення між 1940-м та 1960-м роками, містобудівники допомогли у розвитку расово сегрегованих районів. Після 1960-х років зусилля з планування були спрямовані більше на адвокацію та розвиток громади, а не на підтримку сегрегації, і хоча практика планування все-таки змінилася, расовий склад районів не змінився. 